# Muzeul Național al Satului „Dimitrie Gusti”

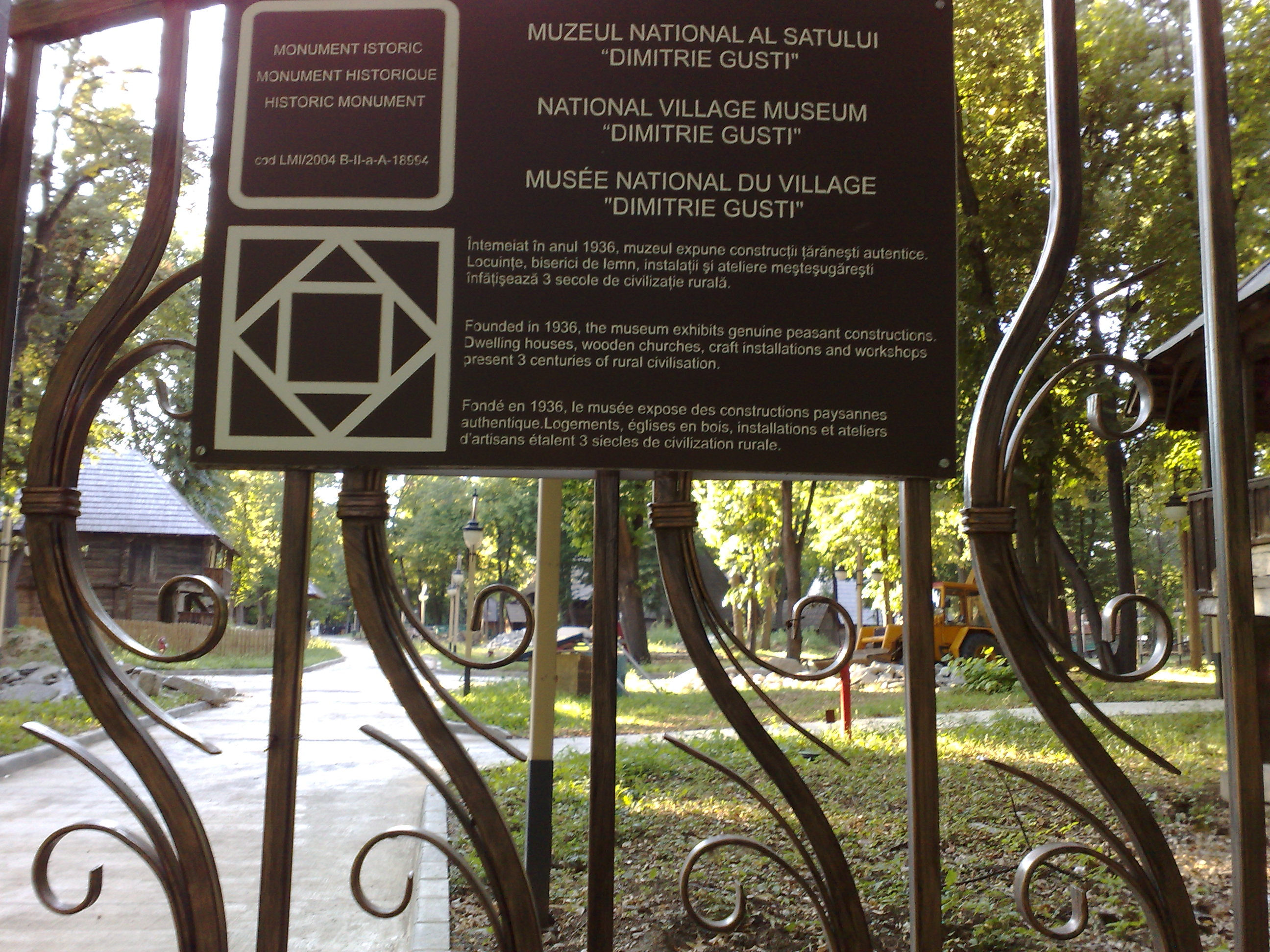
Muzeul Național al Satului „Dimitrie Gusti” — monument istoric cu codul

Muzeul Național al Satului „Dimitrie Gusti” este denumirea atribuită prin Hotărârea Guvernului României nr. 742/2003, art. 18 lit. instituției ce purta numele de Muzeul Satului, o creație a folcloristului și sociologului Dimitrie Gusti. Muzeul a fost inaugurat la 10 mai 1936, în prezența regelui Carol al II-lea al României, iar pentru public, pe 17 mai 1936, fiind în prezent una dintre cele mai mari atracții turistice ale Bucureștiului.
Motivația amenajării muzeului a fost importanța satului în cultura României, o țară în care, chiar și la începutul secolului al XX-lea, mult după Revoluția Industrială, cea mai mare parte a populației trăia la țară. Planurile de amplasament au fost executate de scriitorul, dramaturgul, regizorul și scenograful Victor Ion Popa, iar fondurile financiare necesare au fost puse la dispoziție de Fundația Culturală Regală.

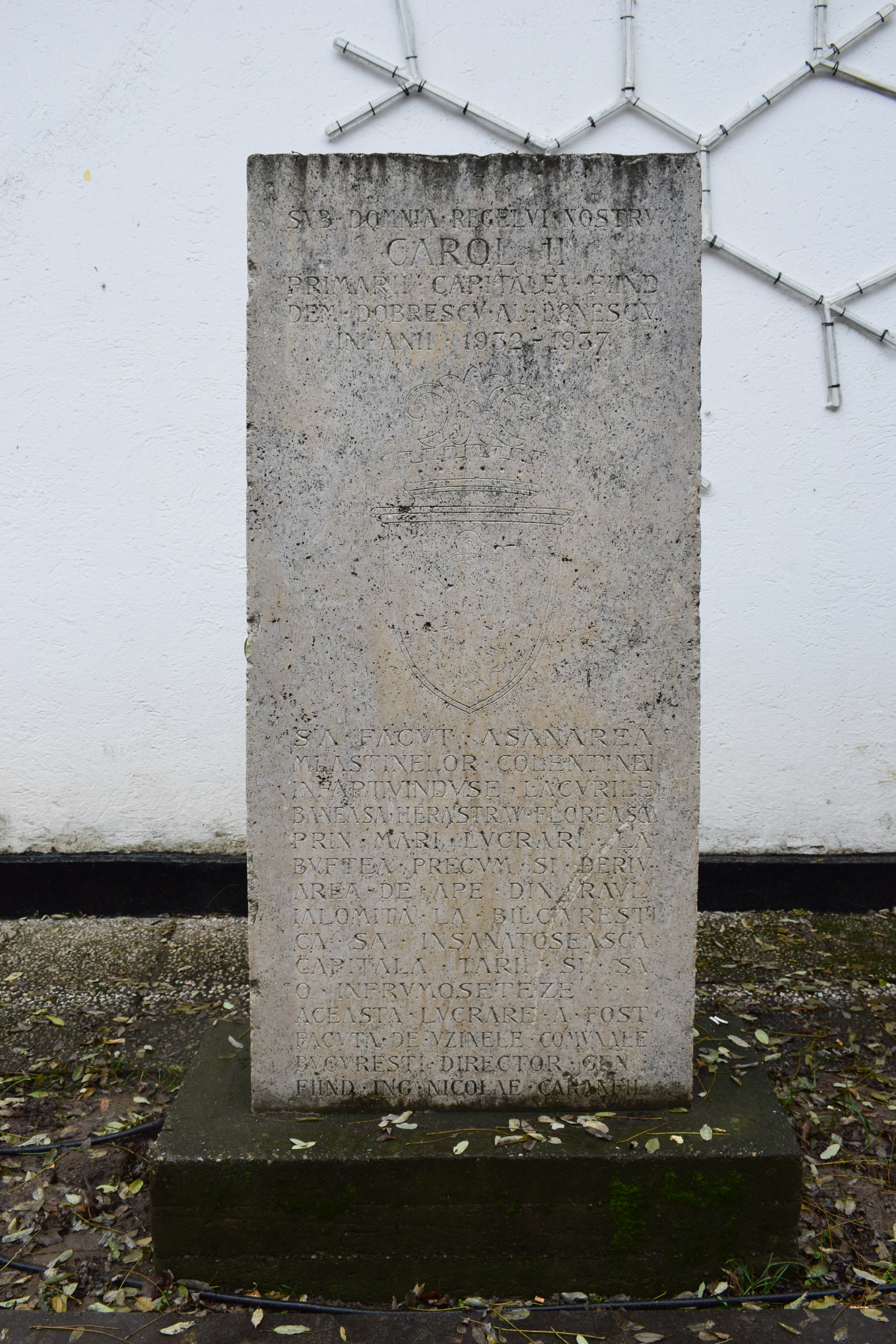
Placa memorială de la Muzeul Satului, care amintește de crearea Parcului Regele Mihai, sub domnia MS Regelui Carol al II-lea.

Pentru a construi Muzeul Satului pe care Dimitrie Gusti obișnuia să îl numească „sunetul trist al clopotelor istoriei României”, casele au fost dezasamblate, bucată cu bucată, transportate cu trenul, căruța sau cu barca până la București unde au fost asamblate la loc pe suprafața muzeului de astăzi aflată pe malul lacului Herăstrău. Cea mai veche casă este construită în secolul al XVII-lea, iar cea mai recentă aparține secolului al XX-lea. Casele din regiunile de deal și din regiunile de munte sunt deosebite de cele din zona de câmpie prin fundația înaltă, cele de la șes fiind majoritatea cu fundații joase, cele provenite din zonele unde invadau dușmanii des fiind jumătate îngropate în pământ.
De-a lungul istoriei, muzeul a fost deteriorat, în anii celui de al Doilea Război Mondial de prezența unor refugiați din Basarabia, apoi în 1997 și 2002 de două incendii, dar a continuat să-și extindă exponatele, cea mai recentă aripă a muzeului fiind deschisă în 2016.

## Istoria muzeului

### Primele semne

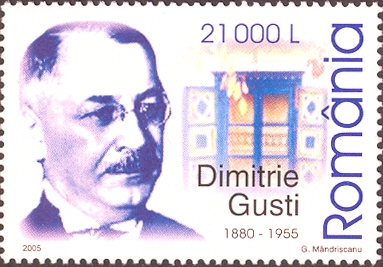
Academicianul Dimitrie Gusti.

În România, ideea creării unui muzeu în aer liber se înfiripă încă din cea de-a doua jumătate a secolului al XIX-lea. În 1867, Alexandru Odobescu, eminent om de cultură, a propus prezentarea, în cadrul Expoziției Universale de la Paris, într-un pavilion special amenajat, a unor monumente de arhitectură populară. Ceva mai târziu, savantul Alexandru Tzigara-Samurcaș avea să preconizeze aducerea în Muzeul Etnografic, de Artă Națională, Artă Decorativă și Artă Industrială din București, înființat de el în 1906, a unor „gospodării autentice și complete din toate regiunile mai însemnate locuite de români”. Proiectul său se va concretiza prin expunerea, în 1909, în acest muzeu, a casei „Ceauru” din zona Gorj. Toate aceste inițiative au constituit premisele întemeierii celor dintâi muzee etnografice în aer liber din România: Muzeul Etnografic al Transilvaniei din Parcul Hoia, de la Cluj, cu specific regional, și Muzeul Național al Satului „Dimitrie Gusti” din București, cu caracter național.
Ducând mai departe această idee, între anii 1925–1935, Universitatea din București, Catedra de sociologie, a organizat o serie de cercetări monografice interdisciplinare în sate din diferite regiuni ale țării, încheiate de fiecare dată cu o expoziție temporară: 1925 Goicea-Dolj, 1926 Rușețu-Brăila, 1927 Nereju-Vrancea, 1928 Fundu Moldovei, 1929, 1932 Drăguș-Făgăraș, 1930 Runcu-Gorj, 1931 Cornova-Basarabia. Pe măsura obținerii de noi rezultate în cercetare, prof. Dimitrie Gusti și-a dat seama că expozițiile temporare organizate la seminarul de sociologie aveau un caracter de improvizație care nu serveau la demonstrarea ideilor sale, și a propus organizarea Muzeului Satului Românesc din București.

### Deschiderea oficială a muzeului
La înfăptuirea și concretizarea acestei idei și-a adus contribuția un grup de specialiști care au coordonat cercetările monografice: Henri H. Stahl, Victor Ion Popa, Mihai Pop, Mac Constantinescu, Traian Herseni etc. Preocupat de găsirea unui teren potrivit pentru organizarea viitorului muzeu, profesorul Dimitrie Gusti și colaboratorii săi apropiați au acceptat propunerea primăriei Municipiului București de a-l organiza în Parcul Național Carol al II-lea (astăzi Parcul Regele Mihai), pe o suprafață de 4.500 de metri pătrați, la marginea Lacului Băneasa. Lucrările pentru amenajarea terenului au început în luna martie a anului 1936.
Fundația Culturală Regală „Principele Carol” a susținut moral și material proiectul. Pe parcursul lucrărilor, regele a vizitat de patru ori șantierul, fiind dornic ca deschiderea Muzeului să aibă loc la data stabilită, când se sărbătorea și împlinirea a 70 de ani de la întemeierea dinastiei regale a României. Construcțiile, selectate în timpul cercetărilor după criteriul reprezentativității, au fost demontate și aduse la București în 56 de vagoane de tren. Odată cu materialele de construcție, au sosit și 130 de meșteri, cunoscători ai tehnicilor tradiționale de lucru, care urmau să refacă monumentele într-un timp scurt. La intrarea în Muzeul Satului, o placă memorială amintește de marile lucrări hidrotehnice care s-au făcut, sub domnia regelui Carol al II-lea al României, pentru crearea actualului Parc Regele Mihai și a întregii zone verzi din nordul Capitalei, în anii 1932–1937, sub conducerea inginerului Nicolae Caranfil. Textul spune: „Sub domnia Regelui nostru Carol II, Primarii Capitalei fiind Dem Dobrescu, Al. Donescu, în anii 1932–1937 s’a făcut asanarea mlaștinelor Colentinei, înfăptuindu-se lacurile Băneasa, Herăstrău, Floreasca, prin mari lucrări la Buftea, precum și derivarea de ape din râul Ialomița la Bilciurești, ca să însănătoșească Capitala Țării și să o înfrumosețeze. Această lucrare a fost făcută de Uzinele Comunale București, Director Gen. fiind ing. Nicolae Caranfil.”
Deschiderea oficială a Muzeului Satului a avut loc la 10 mai 1936, în prezența regelui Carol al II-lea, iar pentru public, cu o săptămână mai târziu, pe 17 mai 1936. 

Muzeul Satului a fost conceput ca un muzeu social și nu ca unul etnografic. Dimitrie Gusti a declarat:
„El [muzeul] este în stare să oglindească mai bine decât orice altceva bogăția și varietatea de viață țărănească, ideile de atâtea ori adânci, de stil arhitectonic țărănesc, marea știință a adaptării la mediu și a prelucrării mediului, originalitatea în împodobire și siguranța instinctivă sau chibzuită a folosirii spațiului mai larg pentru oameni, vite și lucruri; arta și tehnica românească de la brazdă își dau mâna.”
În discursul inaugural, Dimitrie Gusti a precizat că nu i-au fost sursă de inspirație muzeele în aer liber din țările nordice. Muzeele din Skansen, Bigdo, Lillehammer erau, după părerea sa, prea romantice și etnografice, preocupate mai mult de piesele muzeale și mai puțin de problemele omului contemporan, de mediul și faptele acestuia. Noul muzeu trebuia „să placă nu numai ochiului, ci și să înfățișeze lucruri adevarate”, el fiind, în viziunea sa „un muzeu sociologic al satului românesc de azi”, „un sat-muzeu”, sinteză a tuturor satelor din întreaga Românie. Totodată, după cum preciza Henry H. Stahl, muzeul urma să-și exercite și funcția de principal mijloc „... de acțiune al pedagogiei sociale”.

### URSS și Gheorghe Focșa
În 1940, ca urmare a înglobării Basarabiei, Bucovinei și a unei părți a Ținutului Herței și Bucovinei în Uniunea Sovietică, municipalitatea Bucureștiului a hotărât ca în unele gospodării din muzeu să fie găzduite familii de refugiați bucovineni și basarabeni. Adăpostirea refugiaților în muzeu a avut un impact negativ asupra patrimoniului și a scopurilor pentru care a fost creat, ceea ce a determinat solicitarea eliberarării construcțiilor în 1942. După terminarea războiului, în anul 1948, a fost numit director Gheorghe Focșa, participant la cercetările monografice, fost asistent al profesorului Dimitrie Gusti. Numirea lui marchează începerea unei noi etape în dezvoltarea muzeului și transformarea definitivă a acestuia dintr-un muzeu sociologic într-unul etnografic. Din anul 1948, au reînceput cercetările de teren pentru refacerea și realizarea muzeului etnografic în aer liber pe principii științifice. Au fost organizate campanii de cercetare în cele mai importante zone etnografice ale țării, în vederea completării expoziției cu monumente reprezentative, a recompunerii interioarelor deteriorate și a creșterii patrimoniului. Se poate afirma că după ani de activitate, muzeul s-a dezvoltat considerabil, a devenit una din cel mai importante și reprezentative instituții culturale din București și din țară. Mai mult, Muzeul Satului a fost luat ca model de multe țări care începeau să organizeze după război muzee în aer liber.

### Din 1950 până în prezent
În perioada cuprinsă între anii 1950–1970, s-a constituit un corp de specialiști, s-au efectuat campanii ample de cercetare pe teren soldate cu identificarea de noi monumente și creșterea patrimoniului, s-a început organizarea evidenței științifice, au fost publicate ghiduri și lucrări de specialitate etc.. În anul 1978, Muzeul Satului fuzionează cu Muzeul de Artă Populară al R.S.R., sub titulatura de Muzeul Satului și de Artă Populară al R. S. R.. El va funcționa ca atare până în martie 1990. A urmat o perioadă dificilă, care a durat până în anul 1990, când Muzeul Satului s-a aflat din nou în dificultate, din cauza ideii conducerii țării că satul ar reprezenta un stadiu de înapoiere și, ca atare, că Muzeul ar trebui desființat. Un număr însemnat de oameni de cultură, specialiști din diferite domenii și chiar politicieni, precum și personalul muzeului, au făcut însă tot ce le-a stat în putere pentru a tergiversa desființarea.
După ce regimul comunist a fost înlăturat în 1989, a început o nouă etapă în dezvoltarea Muzeului Satului, caracterizată prin extinderea teritoriului, efectuarea de restaurări masive, completarea patrimoniului cu noi monumente, organizarea de expoziții, publicarea de studii. Într-un incendiu care a avut loc pe 5 septembrie 1997 au fost distruse 5 gospodării din totalul de 42 ale muzeului. Atunci au ars gospodării din secolele al XVI-lea–al XVIII-lea din satele Berbești-Maramureș (secolul al XVIII-lea), Șurdești-Maramureș (secolul al XVIII-lea), Chereluș-Arad (secolul al XVIII-lea), Drăguș-Brașov și Dumitra-Alba (ambele secolul al XVI-lea).
| Conducerea actuală            |                                |
| Tipul de director             | Numele directorului            |
| Director General              | [Conf. univ. dr.] Paula Popoiu |
| Director Patrimoniu/Cercetare | [Dr.] Vasile Costoiu           |
| Director Programe Culturale   | Iuliana Balaci                 |
| Director Economic             | [Ec.] Virginia Goean           |

Pe 20 februarie 2002, după amiaza, în jurul orei 15:30, la Muzeul Satului din București a izbucnit un alt incendiu devastator, care s-a extins rapid din cauza vântului extrem de puternic și a secetei, afectând obiective etnografice din zona de nord a muzeului, la limita dintre sectoarele dedicate zonelor etnografice Moldova și Dobrogea. Peste 70 de pompieri militari din cadrul Brigăzii „Dealul Spirii” au intervenit, fiind alertați în jurul orei 15:40. Deși au acționat cu 15 mașini de luptă, pompierii au reușit să stingă incendiul după mai bine de o oră, din cauza vântului puternic și a lemnului uscat. Prin eforturile întregului colectiv al muzeului, prin sprijinul unor muzee din țară și prin susținerea financiară a Ministerului Culturii și Cultelor precum și a unor sponsori, lucrările de restaurare, efectuate la construcțiile care au avut de suferit de pe urma dezastrului, au fost finalizate într-un termen relativ scurt, iar o parte dintre monumente au fost redate circuitului de vizitare.
În 2016, muzeul s-a extins într-o nouă aripă, pe o arie de 3,5 ha, în apropierea Palatului Elisabeta, cuprinzând 30 de noi monumente la care se lucrase în cei zece ani anteriori. Noua aripă cuprinde exponate diverse, inclusiv un salon de dans, locuințe ale meșteșugarilor, cum ar fi o casă de apicultor și o cabană de pădurar din Valea Doftanei-Prahova; și case ale minorităților etnice, cum ar fi o casă evreiască din Maramureș și una săsească din zona Sibiului.

## Incendiile
În 1997 și 2002 au avut loc două incendii care au distrus mai multe exponate din cadrul muzeului.

### Primul incendiu
Primul incendiu de la Muzeul Național al Satului „Dimitrie Gusti” a avut loc pe 5 septembrie 1997.

Despre cauzele incendiului, Paula Popoiu, directorul general al muzeului, a afirmat:
„După 1990, au fost multe probleme de acest fel. În 1998, am avut un incendiu mare. Sigur, nimeni nu s-a gândit, la început, la o rețea de hidrat, n-a fost suficient de organizat serviciul de pompieri, ca să se prevină asemenea catastrofe, cu atât mai mult cu cât acest sat este construit din materiale foarte ușor inflamabile. Marea grijă aici în muzeu, asta ar fi trebuit să fie. Nici măcar nu existau indicatoare care să arate că fumatul e interzis. Și, în aceste condiții, a izbucnit incendiul din 1998, care a distrus foarte mult din casele din Transilvania, Casa Drăguș, din Maramureș, cea care este lipită de Teatrul de Vară.
 Al doilea incendiu, în 2002, a fost în zona Bucovina, unde se află acum Ministerul Culturii. Atunci, a fost mai clar de unde a izbucnit incendiul.”
Conform Adevărul, incendiul a fost provocat de o mână criminală.

#### Desfășurarea incendiului
Au ars gospodării din secolele XVI-XVIII din satele Berbești-Maramureș (secolul XVIII), Șurdești-Maramureș (secol XVIII), Chereluș-Arad (secol XVIII), Drăguș-Brașov și Dumitra-Alba (ambele secolul XVI).

Maria Berza, pe atunci secretar de stat în Ministerul Culturii, declara că pagubele produse în urma incendiului sunt inestimabile:
„Nu au fost distruse doar casele și anexele din gospodăria maramureșană, ci și obiectele casnice, mobilierul și icoanele din interior, care au o vechime foarte mare și o valoare inestimabilă”
Ministrul Răzvan Theodorescu a spus că incendiul din 2002 este „o pagubă mult mai mare decât cea de acum cinci ani”. „Ceea ce se întâmplă pentru a doua oară în cinci ani la Muzeul Satului îmi dă de gândit. Nu cred că este vorba de un blestem [...]”

#### După incendiu
Până în luna mai 2000, muzeul s-a aflat în restaurare generală.
A fost nevoie de două incendii în decurs de cinci ani la Muzeul Satului pentru ca deputații din Comisia de cultură să sesizeze că patrimoniul cultural nu este protejat așa cum ar trebui. Comisia de cultură din cadrul Camerei Deputaților a ajuns la concluzia că incendiul de miercuri constituie „un semnal deosebit de grav” și o dovadă că „nu s-a învățat nimic din precedentele erori”.

### Al doilea incediu
„Al doilea incendiu, în 2002, a fost în zona Bucovina, unde se află acum Ministerul Culturii. Atunci, a fost mai clar de unde a izbucnit incendiul. Se pare că a fost aprinsă o grămăjoară de frunze de cei de pe lângă gard și a fost suficientă o scânteie ca să declanșeze focul.”

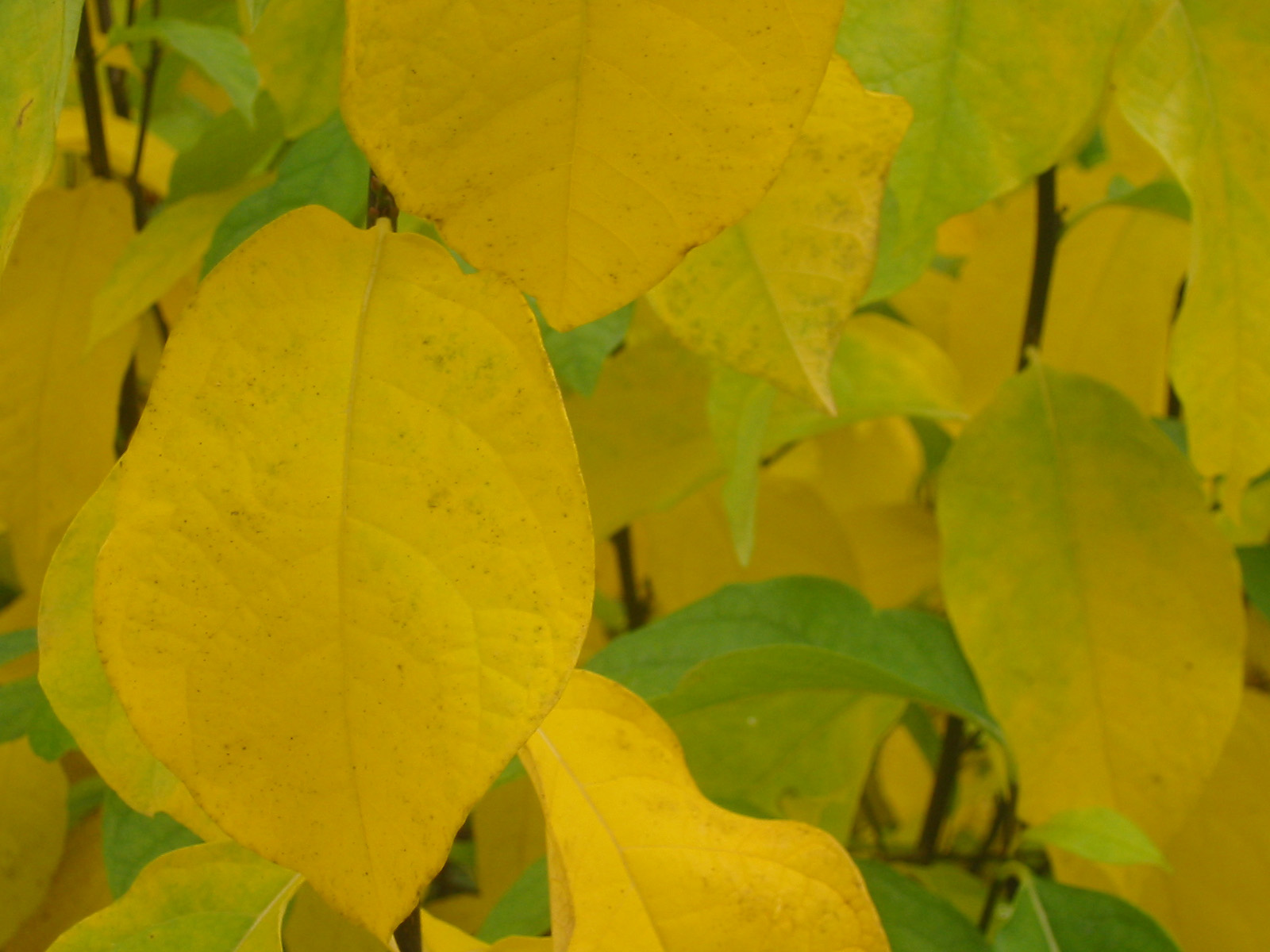
Al doilea incendiu, în 2002, a fost în zona Bucovina, unde se află acum Ministerul Culturii. Atunci, a fost mai clar de unde a izbucnit incendiul. Se pare că a fost aprinsă o grămăjoară de frunze de cei de pe lângă gard și a fost suficientă o scânteie ca să declanșeze focul.
—Paula Popoiu, directorul general al muzeului

Al doilea incendiu de la Muzeul Național al Satului „Dimitrie Gusti” a avut loc pe 20 februarie 2002. 
Incendiul a izbucnit în jurul orei 15:30, și s-a extins rapid din cauza vântului extrem de puternic și a secetei, afectând obiective etnografice de mare valoare din zona de nord a muzeului, la limita dintre sectoarele dedicate zonelor etnografice Moldova și Dobrogea. Peste 70 de pompieri militari din cadrul Brigăzii „Dealul Spirii” au intervenit, fiind alertați în jurul orei 15:40. Deși au acționat cu 15 mașini de luptă, pompierii au reușit să stingă incendiul după mai bine de o oră, din cauza vântului puternic și a lemnului uscat. 
Comisia de cultură din cadrul Camerei Deputaților a ajuns la concluzia că incendiul de miercuri constituie „un semnal deosebit de grav” și o dovadă că „nu s-a învățat nimic din precedentele erori”.
Prin eforturile întregului colectiv al muzeului, prin sprijinul unor muzee din țară și prin susținerea financiară a Ministerului Culturii și Cultelor precum și a unor sponsori, lucrările de restaurare, efectuate la construcțiile care au avut de suferit de pe urma dezastrului, au fost finalizate într-un termen relativ scurt, iar o parte dintre monumente au fost redate circuitului de vizitare.
Cauzele declanșării incendiului nu au fost descoperite. Casa de la care a pornit incendiul era închisă și nu fusese racordată la rețeaua de curent electric, ceea ce exclude posibilitatea unui scurtcircuit drept cauză a incendiului. O echipă de polițiști a declanșat investigațiile în acest caz, pentru a elucida împrejurările în care a izbucnit incendiul. Colonelul Vasile Popa, adjunct al șefului Poliției Capitalei, a declarat că anchetatorii nu exclud ipoteza incendierii intenționate a gospodăriilor, urmând a se stabili în ce măsură personalul supraveghetor și-a îndeplinit atribuțiile.
Muzeografii au declarat că incendiul a pornit de la un foc făcut lângă gardul dinspre Șoseaua Kiseleff.

O supraveghetoare, Angelica Cotiga, susținea că a văzut focul izbucnind în afara complexului muzeal. Ea le-a alarmat pe celelalte angajate ale muzeului, care au alertat pompierii. Ea a afirmat:
„Am vazut foc venind din parc, într-un minut era deja pălălaie mare din cauza vântului”
Incendiul a izbucnit în jurul orei 15:30, în partea de nord a muzeului (pe latura din apropierea Casei Presei), unde se aflau case din Moldova și Dobrogea. Pompierii militari au primit apelul pe la 15:40 și au sosit într-un timp foarte scurt, intervenind întâi cu șase-șapte autospeciale. Oamenii au încercat să limiteze extinderea focului, intervenția fiind îngreunată de vântul care bătea în rafale dinspre nord și care risca să poarte scânteile spre celelalte gospodării din muzeu. Deși au acționat cu 15 mașini de luptă, pompierii au reușit să stingă incendiul după mai bine de o oră, din cauza vântului puternic și a lemnului uscat. Personalul muzeului a început, în jurul orei 16:30 să scoată din casele arse doar în parte mobilierul și celelalte obiecte casnice, pentru a le pune la adăpost și, eventual, a le recondiționa. În urma incendiului, unele case au rămas fără acoperiș sau fără decorațiunile exterioare, altele au ars din temelii.
În total, până când pompierii au reușit să localizeze incendiul, flăcările au mistuit 19 construcții și o bună parte din obiectele casnice, mobilierul, icoanele și alte bunuri de patrimoniu din interior: Voitinel - casa, șura, bucătaria de vară, coteț, fântână; Straja - casa; Fundu Moldovei - casa, șura, fântâna; Jurilovca - casa, bucătăria de vară, coteț; cherhanalele; Moara mică; teascul de vin de la Ostrov și bărcile din zona Dobrogei.
Singura persoană din conducerea Muzeului prezentă în instituție la momentul declanșării incendiului a fost directorul Rusalin Isfanoni. „Este o pagubă foarte mare, iar Ministerul Culturii va face o anchetă, chiar dacă focul a fost declanșat din afara muzeului”, a declarat ministrul Răzvan Theodorescu. Acesta a apreciat că este „o pagubă mult mai mare decât cea de acum cinci ani” (primul incendiu a avut loc în '97). „Ceea ce se întâmplă pentru a doua oară în cinci ani la Muzeul Satului îmi dă de gândit. Nu cred că este vorba de un blestem și, ca urmare, vom lua măsuri împotriva celor vinovați”.
Pagubele produse de incendiul de la muzeu se puteau ridica la cel mult 500 de milioane de lei, potrivit unor surse din Poliție.
Prin eforturile întregului colectiv al muzeului, prin sprijinul unor muzee din țară și prin susținerea financiară a Ministerului Culturii și Cultelor precum și a unor sponsori, lucrările de restaurare, efectuate la construcțiile care au avut de suferit de pe urma dezastrului, au fost finalizate într-un termen relativ scurt, iar o parte dintre monumente au fost redate circuitului de vizitare. Casele afectate parțial au fost restaurate folosind aceleași tehnici și materiale.
Ziarul Ziua a deschis un cont bancar („Dați un leu pentru muzeu”) pentru donații și a publicat în fiecare număr un apel pentru salvarea muzeului. 
Conform aceluiași cotidian, din 12 martie 2002:
„Ministerul Culturii și Cultelor va acorda Muzeului Satului, din suma de 12 miliarde de lei, o parte pentru a acoperi pagubele produse în urma incendiului din februarie, dar și pentru lucrări de prevenire a unor posibile dezastre, a anunțat ieri ministrul Theodorescu, citat de Mediafax, într-o conferință de presă. Din acești bani se vor cumpăra echipamente pentru stingerea incendiilor (1,5 miliarde de lei), se vor efectua lucrări pentru asigurarea apei în interiorul muzeului (un miliard de lei), se vor face lucrări de ignifugare a construcțiilor, iar gardul va fi îmbunătățit și mutat către exterior.
 După incendiul de la sfârșitul lui februarie, Muzeul Satului a primit donații în valoare de peste 250 de milioane de lei din care 130 de milioane provin de la teledonul organizat de TVR 2, de la ING Bank - 38 de milioane și de la numeroase persoane fizice printre care se numără și Ion Iliescu, Dan Matei Agathon și Sorin Roșca Stănescu.”
Numărul mare de sponsori care au contribuit la refacerea muzeului după incendiu a fost extraordinar de mare, demonstrând însemnătatea pe care o are această instituție pentru bucureșteni, dar și pentru români in general.

### Urmări
N-o să mai vedeți acum urmele acestui incendiu. În 2002, împreună cu colectivul de la Muzeul Satului, am publicat o carte, în care am menționat lista sponsorilor care au sărit în ajutorul muzeului. În câteva luni de zile, nu s-au mai cunoscut urmele incendiului. Dar au început să se ia și măsurile de prevenire a acestora. Acum avem rețea de hidranți, mașina pompierilor militari este la noi în permanență, am mărit grupul de pompieri civili și, în jurul muzeului, s-a creat un al doilea gard.
A fost nevoie de două incendii în decurs de cinci ani la Muzeul Satului pentru ca deputații din Comisia de cultură să sesizeze că patrimoniul cultural nu este protejat așa cum ar trebui. Comisia de cultură din cadrul Camerei Deputaților a ajuns la concluzia că incendiul de miercuri constituie „un semnal deosebit de grav” și o dovadă că „nu s-a învățat nimic din precedentele erori”.

Un pichet de pompieri a fost înființat cu aprobarea comandantului Corpului Pompierilor Militari, generalul de brigadă Vladimir Secară. Căpitanul Cătălin Eftene, șeful Biroului de presă al Brigăzii de Pompieri „Dealul Spirii” a spus:
„Militarii din cadrul acestui pichet dispun de o autospecială și au misiunea să patruleze pe aleile din incinta muzeului, să supravegheze obiectele de patrimoniu și să execute o serie de activități pentru prevenirea evenimentelor nedorite, de felul celui produs pe 20 februarie anul acesta.”
La mai bine de un an de la incendiul care a mistuit o parte importantă a Muzeului Satului, polițiștii bucureșteni au întocmit primul dosar penal. Fostul director al instituției, Romulus Antonescu, era în stare de libertate de judiciariști pentru neglijența în serviciu. Acuzația formulată pe numele acestuia este aceea de a nu fi luat măsurile corespunzătoare prevenirii incendiilor.
După 2002, numărul de vizitatori a crescut an de an, acțiunile adresate publicului s-au înmulțit și au devenit mai interesante, cercetarea a fost reluată, iar restaurarea monumentelor a devenit activitatea de căpătâi. Prin grija unor oameni cu totul deosebiți, muzeul continuă să fie una dintre preferatele destinații turistice ale Capitalei, încărcat de semnificații și de istorie, aici desfășurându-se și diverse alte activități interesante în tot timpul anului: festivaluri și târguri ale meșteșugurilor populare, tabere de creație pentru copii, manifestări științifice etc..

## Localizare, acces și performanțe
Muzeul Satului este una din principalele atracții ale capitalei României, fiind promovată ca atare și pentru atragerea turiștilor străini. El este amplasat într-o zonă verde, de malul lacului Herăstrău, adresa sa oficială fiind: Șoseaua Kiseleff nr. 28-30, sector 1, București. Din Parcul Regele Mihai există două porți de acces în muzeu: Poarta Miorița, în zona debarcaderului, și poarta Transilvania, în zona Arcului de Triumf, cele două fiind deschise de miercuri până duminica.
Situat ca o „insulă” în interiorul Muzeului Satului (dar pe o proprietate separată) se găsește Palatul Elisabeta — în prezent, singura reședință din București a principesei Margareta și a întregii Familii Regale a României.
Atmosfera se aseamănă mai mult cu cea a unui parc natural decât cu cea a unui muzeu, fiind reconstruite aproximativ toate elementele ce puteau aduce aminte de vremurile de demult și de atmosfera pitorească. În muzeu există o umiditate ridicată de peste 80% și o temperatură care variază. Pe de altă parte există și riscul permanent al atacului biologic, cel mai periculos fiind constituit de Merulius lacrymans pentru monumentele din lemn, dar și numeroase tipuri de insecte cum ar fi coleopterele pentru lemn și moliile pentru textile și blănuri.
Muzeul a implementat un sistem nou de supraveghere video, pentru un plus de siguranță a patrimoniului. Fotografierea și filmările profesionale în Muzeul Satului se realizează pe bază de programare prealabilă cu cel puțin o săptămână înaintea termenului solicitat, pe baza unui contract pus la dispoziție de muzeu. Conform articolului 8 din Legea 182/2000 privind protejarea patrimoniului cultural național mobil, sunt interzise filmările în interiorul monumentelor din expoziția permanentă în aer liber de arhitectură vernaculară.

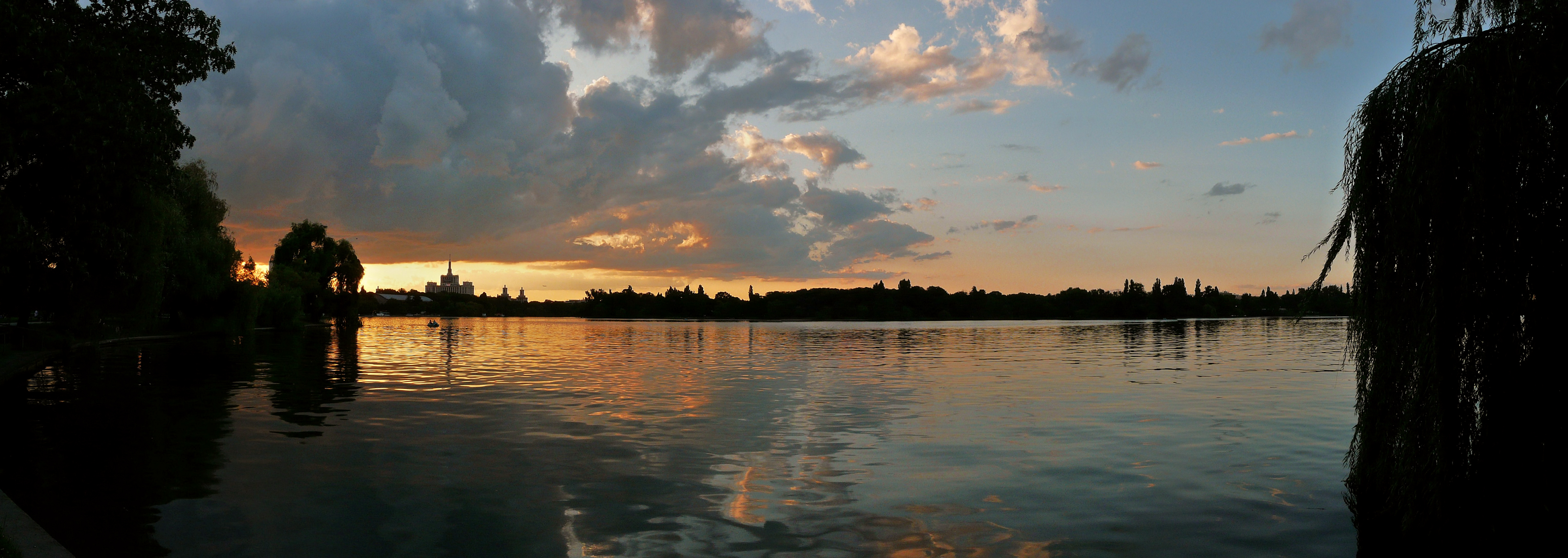
Muzeul Satului este amplasat pe malul lacului Herăstrău.

## Exponate

### Oglindirea vieții de țăran

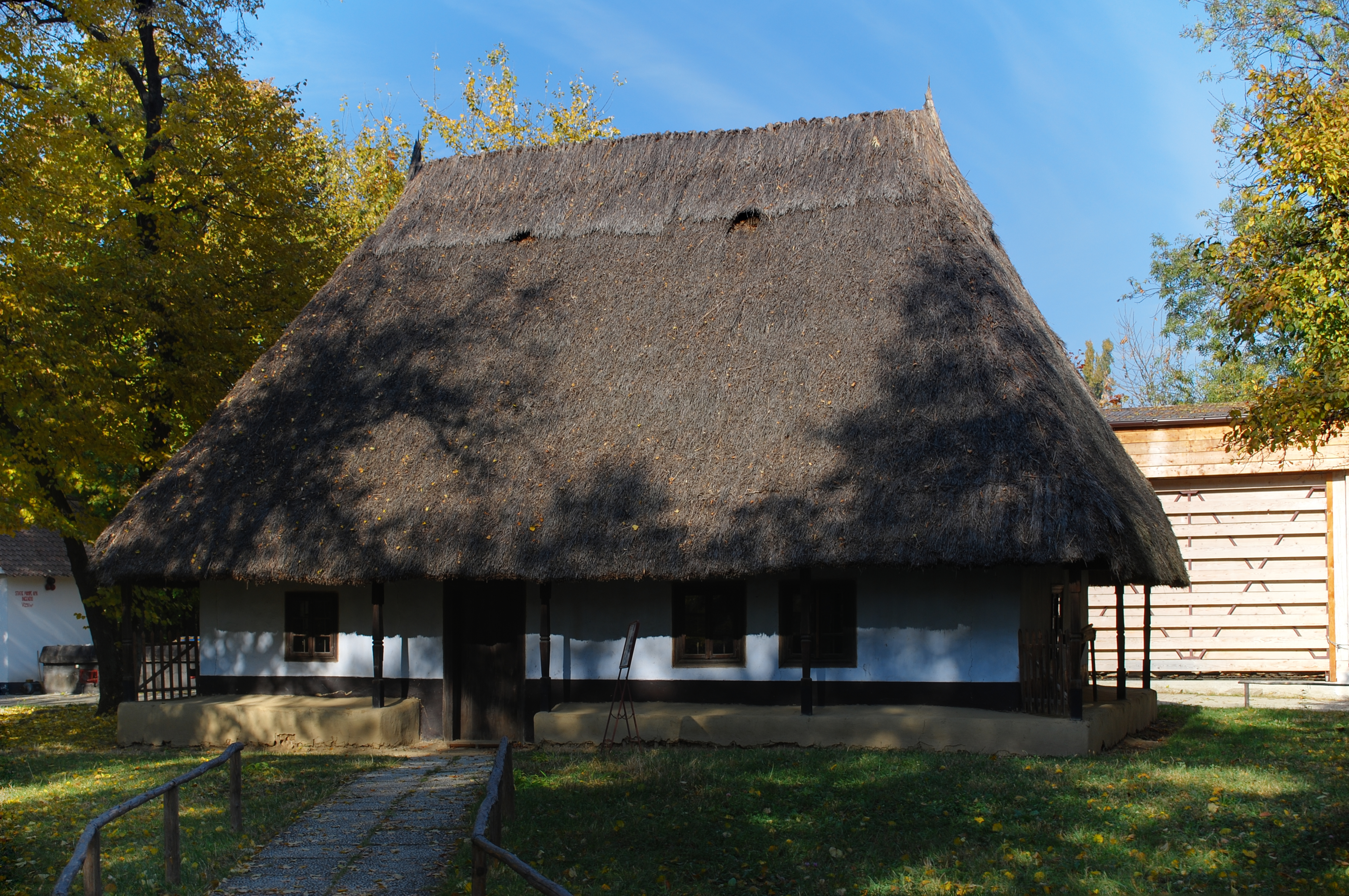
Gospodărie din Dumbrăveni, județul Suceava.

Monumentele, cu totul originale, oglindesc viața tradițională românească, constituind și concepția muzeologică și de prezervare a patrimoniului construit; ele ilustrează traseul parcurs de la primele cercetări coordonate de Dimitrie Gusti până în prezent, drum presărat cu încă 18 muzee, care l-au luat ca punct de reper. Aici au fost aduse din locurile de origine construcții țărănești. Interioarele construcțiilor au fost reconstituite și dotate cu obiecte autentice, specifice fiecărei zone etnografice și epoci de proveniență a monumentelor.
Viața în mediul rural și obiceiurile rurale au o însemnătate majoră în istoria României. În primele secole ale acestei ere, colonizarea romană a trebuit să aibă un caracter rural, iar înainte de prima jumătate a secolului al XX-lea, mare parte din populația României trăia la sat. Comunitățile rurale erau organizate în așa fel încât să satisfacă toate nevoile zilnice. Hainele erau făcute manual. Urmărind să ofere o imagine cât mai concludentă a vieții țăranilor, a spiritului lor de inventivitate, simțului lor artistic, Muzeul Satului încearcă să reconstituie ambianța intimă a fiecărei locuințe și în acest scop aduce, în jurul fiecărei gospodării, hambarele, grajdurile și celelalte acareturi, gardurile lucrate din lemn, nuiele sau chirpici, porțile modeste sau impunătoare, interioarele cu mobilierul specific, uneltele de muncă, vasele, covoarele și alte țesături.

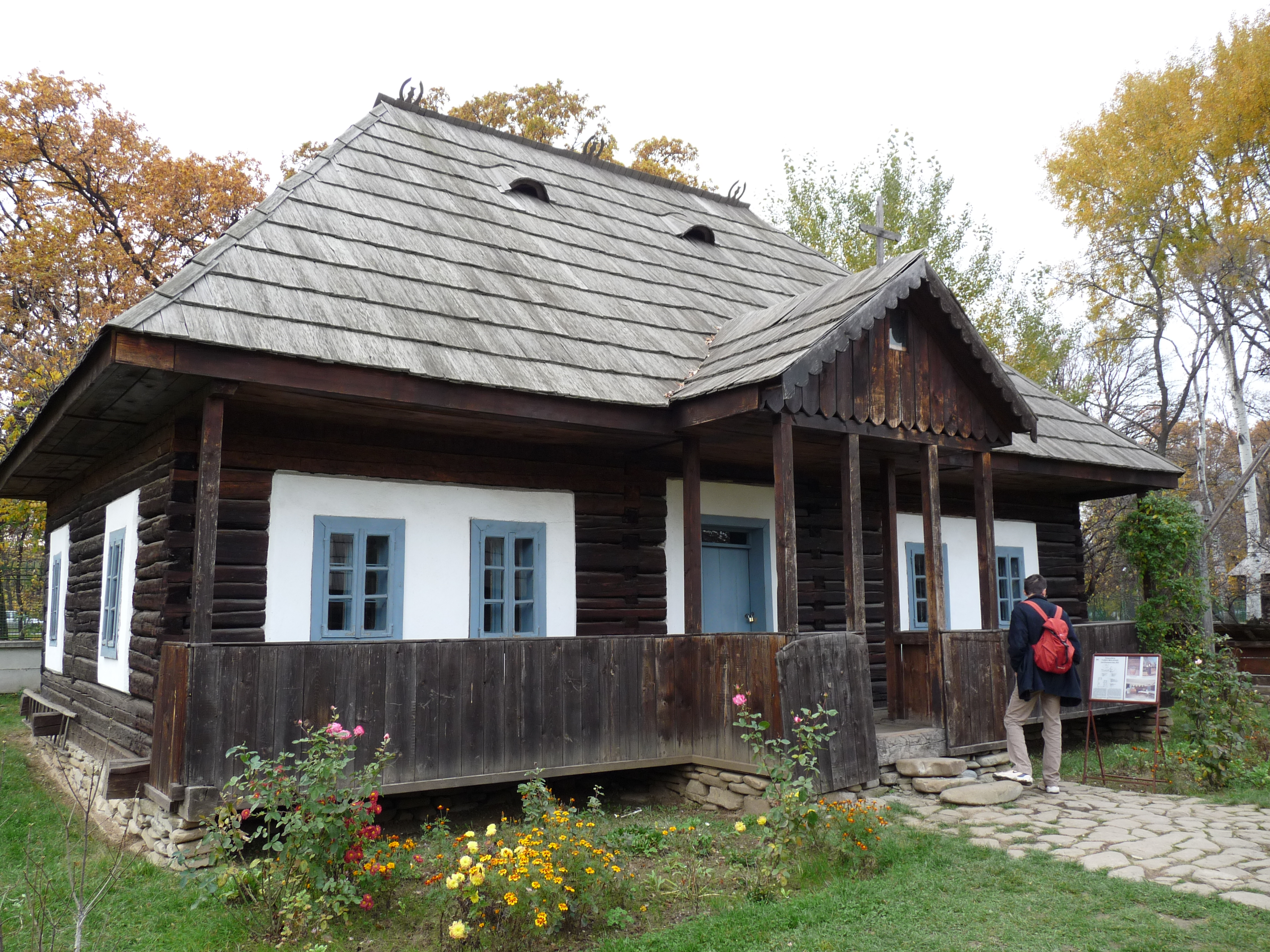
Gospodărie din secolul al XIX-lea din Fundu Moldovei, județul Suceava.
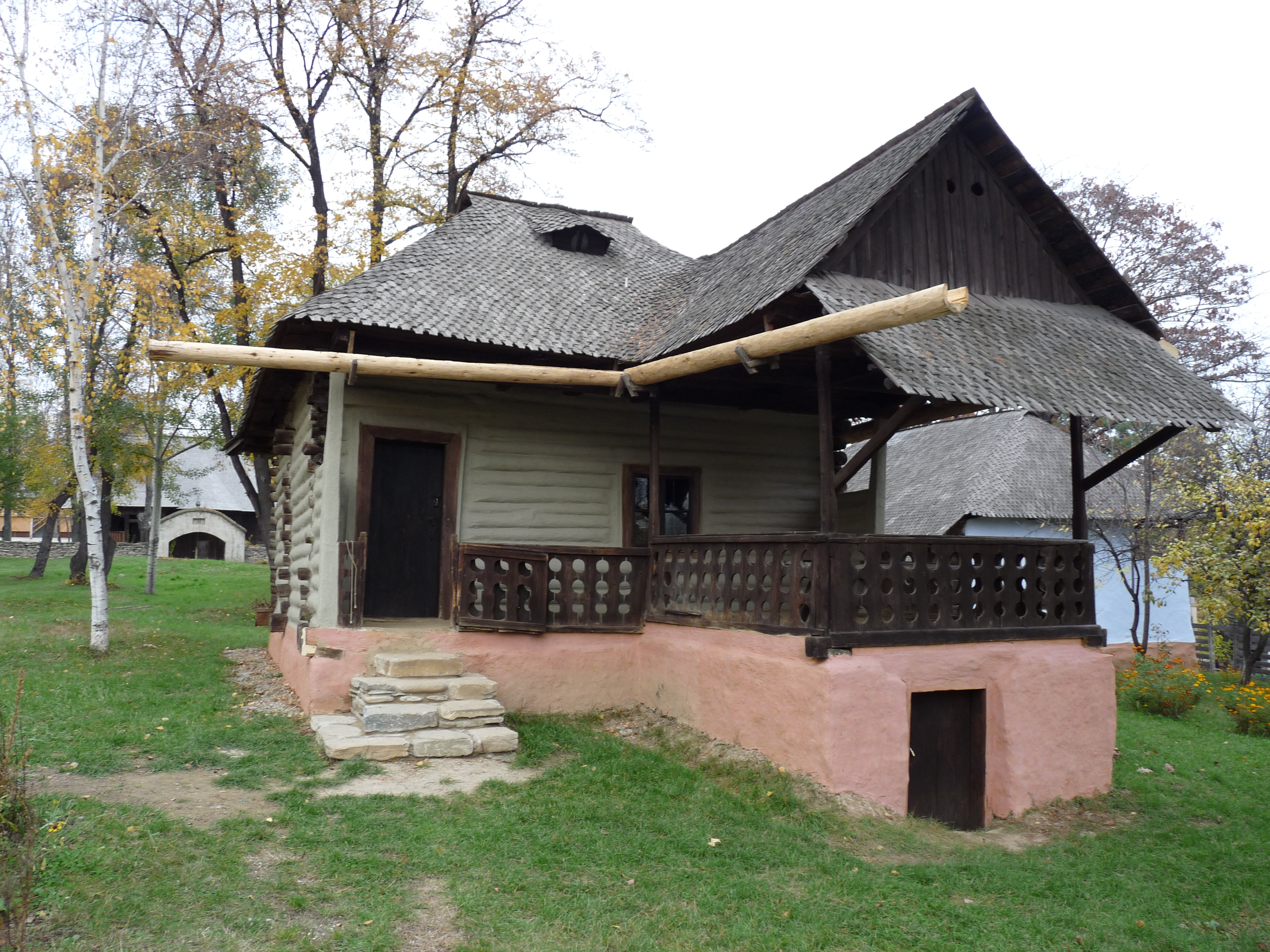
Gospodărie din secolul al XIX-lea din Năruja, județul Vrancea.
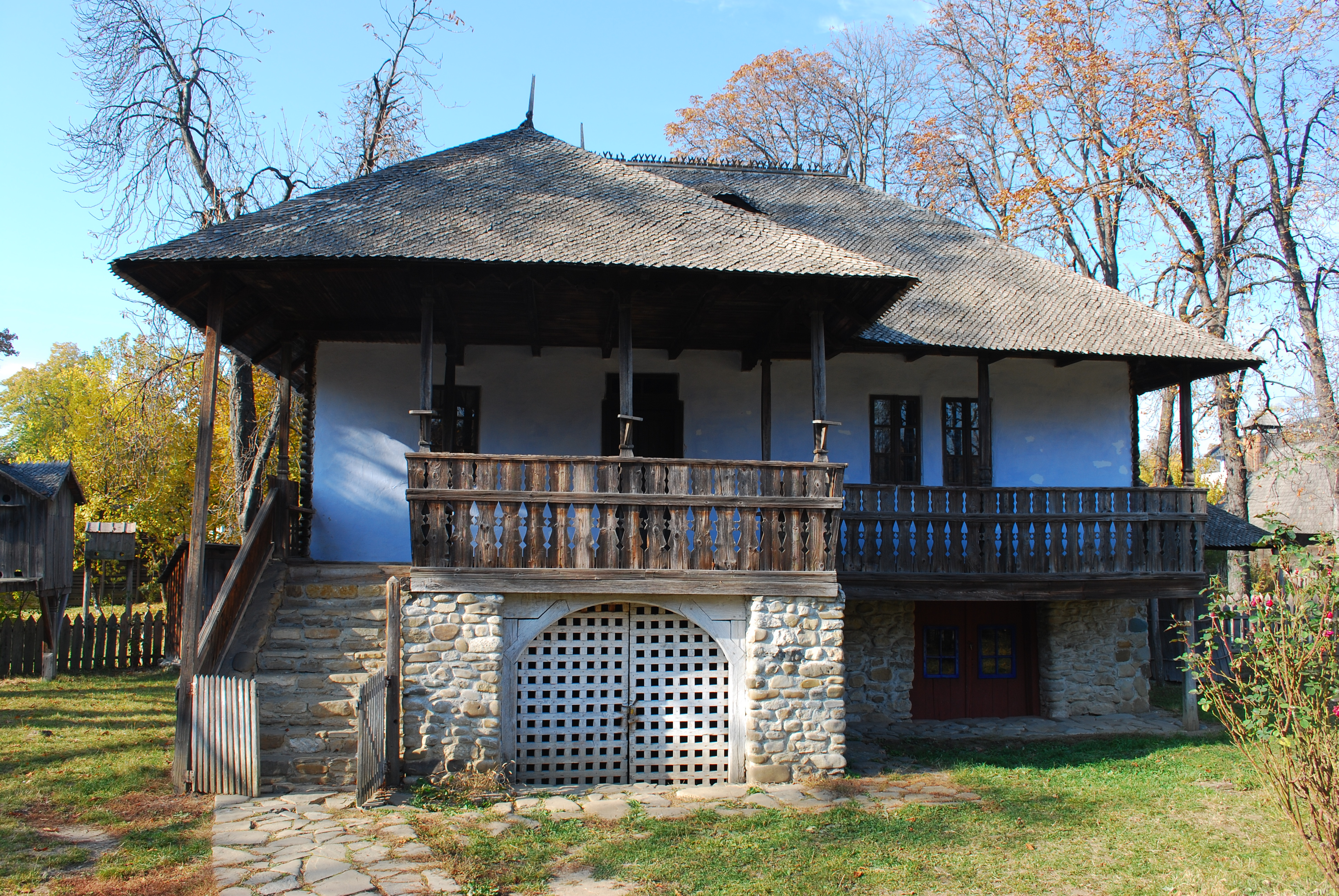
Gospodărie din Chiojdu, județul Buzău.
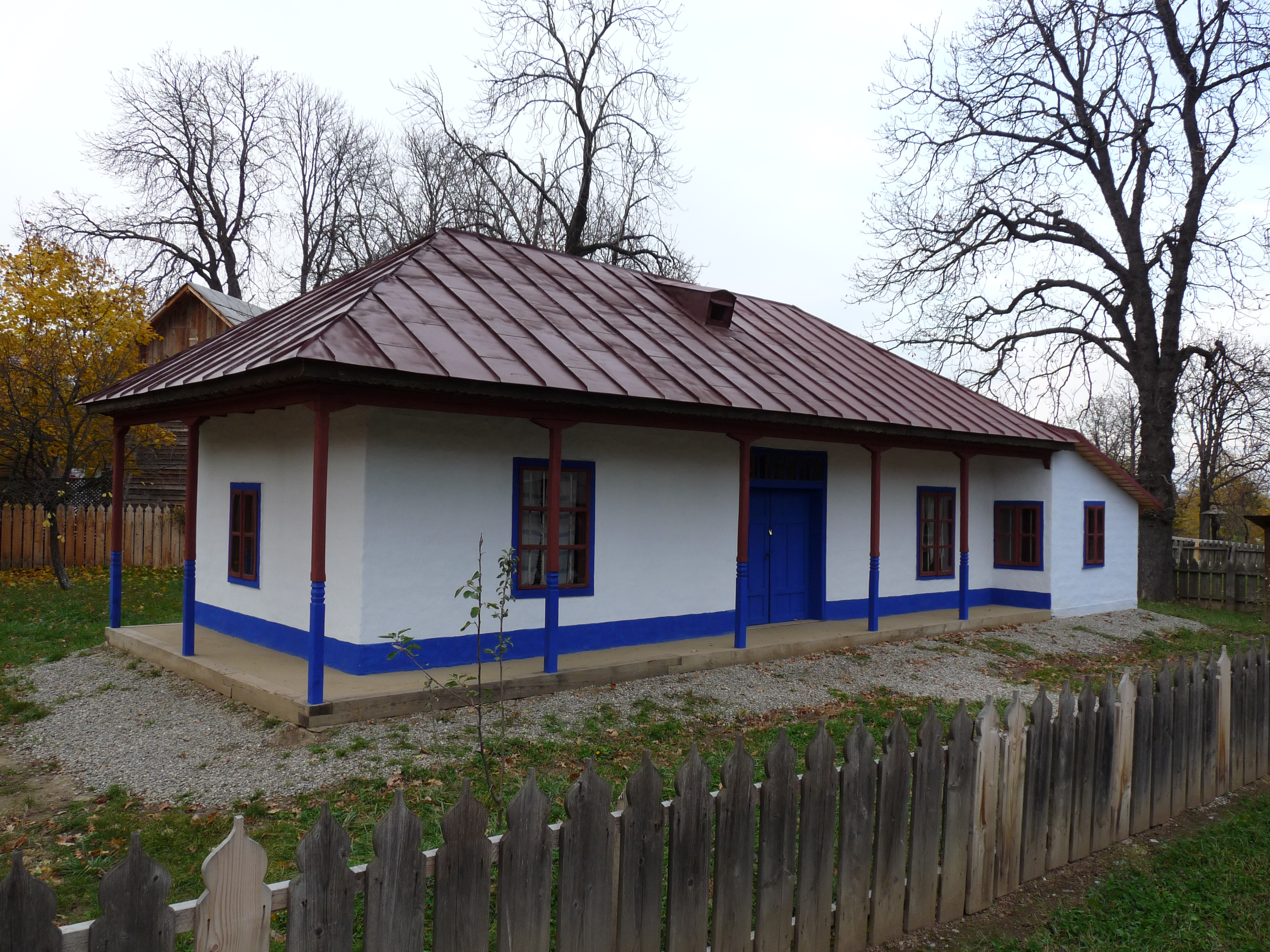
Gospodărie din secolul al XIX-lea din Rușețu, județul Buzău.
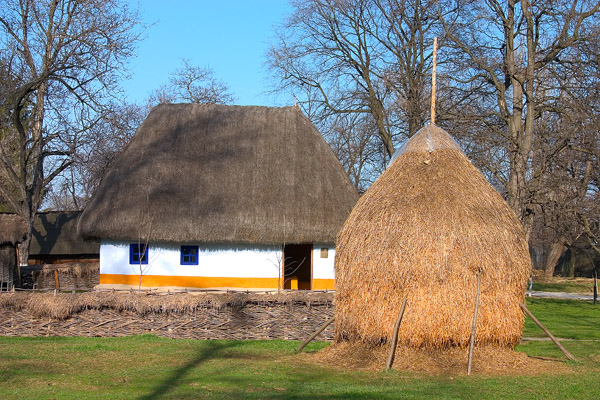
Gospodărie din secolul al XIX-lea din Dumitra, județul Alba.

### Descrierea exponatelor

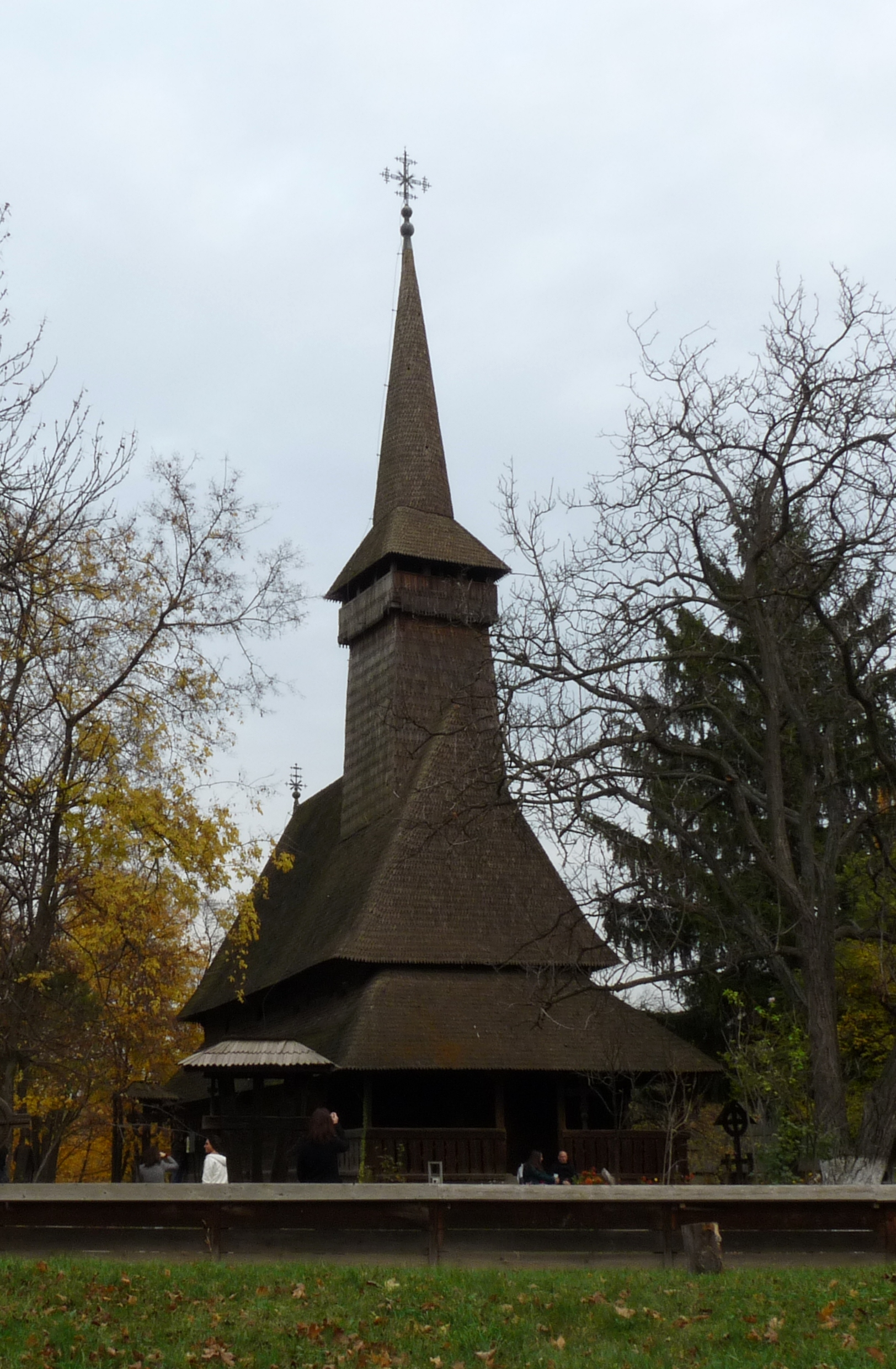
Biserica de lemn din Dragomirești, Maramureș.

Echipele de specialiști și studenți, conduse de profesorii D. Gusti și H.H. Stahl, au achiziționat din satele cercetate construcții țărănești (case, anexe gospodărești, biserici, instalații tehnice) și obiecte de interior (mobilier, ceramică, țesături, unelte etc.), considerate reprezentative pentru locurile lor de origine.
Organizarea expoziției în aer liber conferă, prin gruparea monumentelor după principiul geografic al provinciilor istorice (Transilvania, Banat, Oltenia, Muntenia, Dobrogea și Moldova), o analiză comparativă a arhitecturii tradiționale românești. Pe aproximativ 20% din suprafața muzeului sunt amplasate anexe gospodărești, ateliere, biserici, mori, instalații tehnice, fântâni, un scrânciob, precum și multe alte ustensile tradiționale adunate din gospodării provenind din diverse provincii ale României.
Vezi și secțiunea „Museum vivium” a articolului Biserica de lemn din Turea.
Dintre gospodăriile dobrogene, atrag atenția casa din Ostrov cu prispa susținută de stâlpi ornamentați, gospodăria lipovenească (1898) și cherhanaua, ambele din Jurilovca. Arhitectura populară din Muntenia este ilustrată, printre altele, de gospodăria emblematică din Chiojdu, construită din bolovani și având un foișor cu stâlpi ciopliți, cu intrare în pivniță sub prispa din față, și balustrada din scândura traforată; precum și de o gospodărie similară din Tătărani-Prahova, ilustrată și pe bancnota românească de 10 lei. Din Oltenia au fost aduse două locuințe arhaice (bordeiele din Drăghiceni și Castranova), dar pe lângă alte gospodării din această parte a țării se impune casa din Curtișoara (începutul secolului al XIX-lea), tipică pentru așezările zonei de deal. Din Transilvania au fost aduse o diversitate de construcții: casa din Sălciua (Țara Moților) cu un acoperiș enorm din paie, modesta casă din nuiele lipite cu lut din Dumitra, casa din Drăguș, cu un exterior bogat în ornamente. Printre instalațiile tehnice aflate în muzeu se numără moara de vânt din Dobrogea, atelierul de olărie din Horezu, pive și vâltori acționate de apă.
Casele din regiunile de deal și din regiunile de munte sunt deosebite de cele din zona de câmpie prin fundația înaltă, cele de la șes fiind majoritatea cu fundații joase, iar cele provenite din zonele supuse invaziilor dese fiind jumătate îngropate în pământ.
Prispa este un element specific arhitecturii românești, ea fiind o terasă susținută de stâlpi; uneori, ea se găsește pe toate laturile casei. În timpurile moderne, casei țărănești i-a fost adăugată o cameră de oaspeți unde țăranul își ținea toate lucrurile de preț: carpetele, covoarele, vasele din lut, icoanele (pictate pe lemn în Țara Românească și Moldova și pe sticlă în Transilvania), cuferele de zestre, etc..
Muzeul are în colecțiile sale și locuințe ale minorităților etnice ceea ce aduce o mai bună înțelegere a diferențelor etnice dar și a interferenței acestora cu cultura populară românească (gospodăria secuiască din Bancu, Harghita, gospodăria lipovenească din Jurilovca, Tulcea, casa evreiască din Poienile Izei, Maramureș).

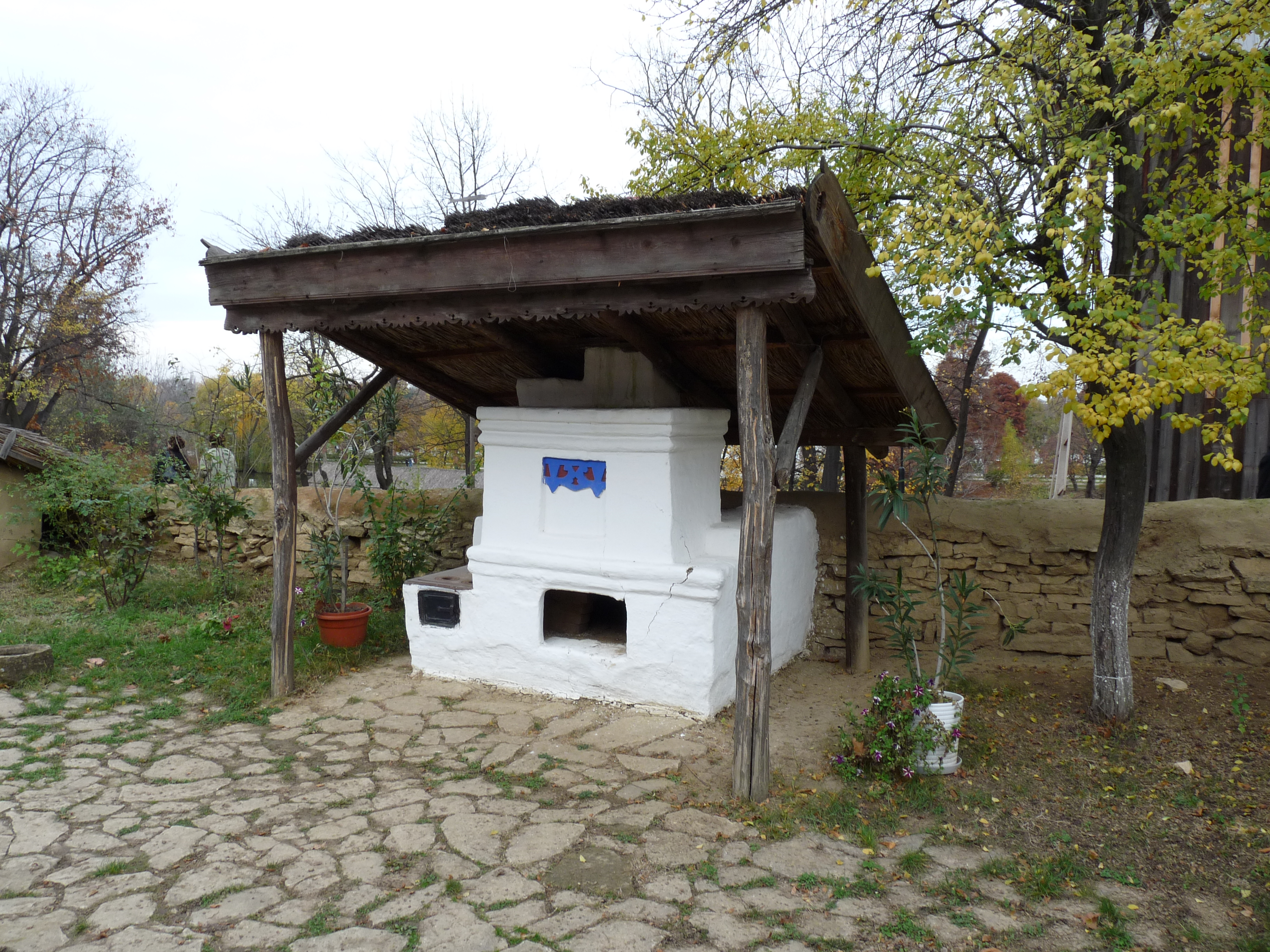
Bucătărie de vară.
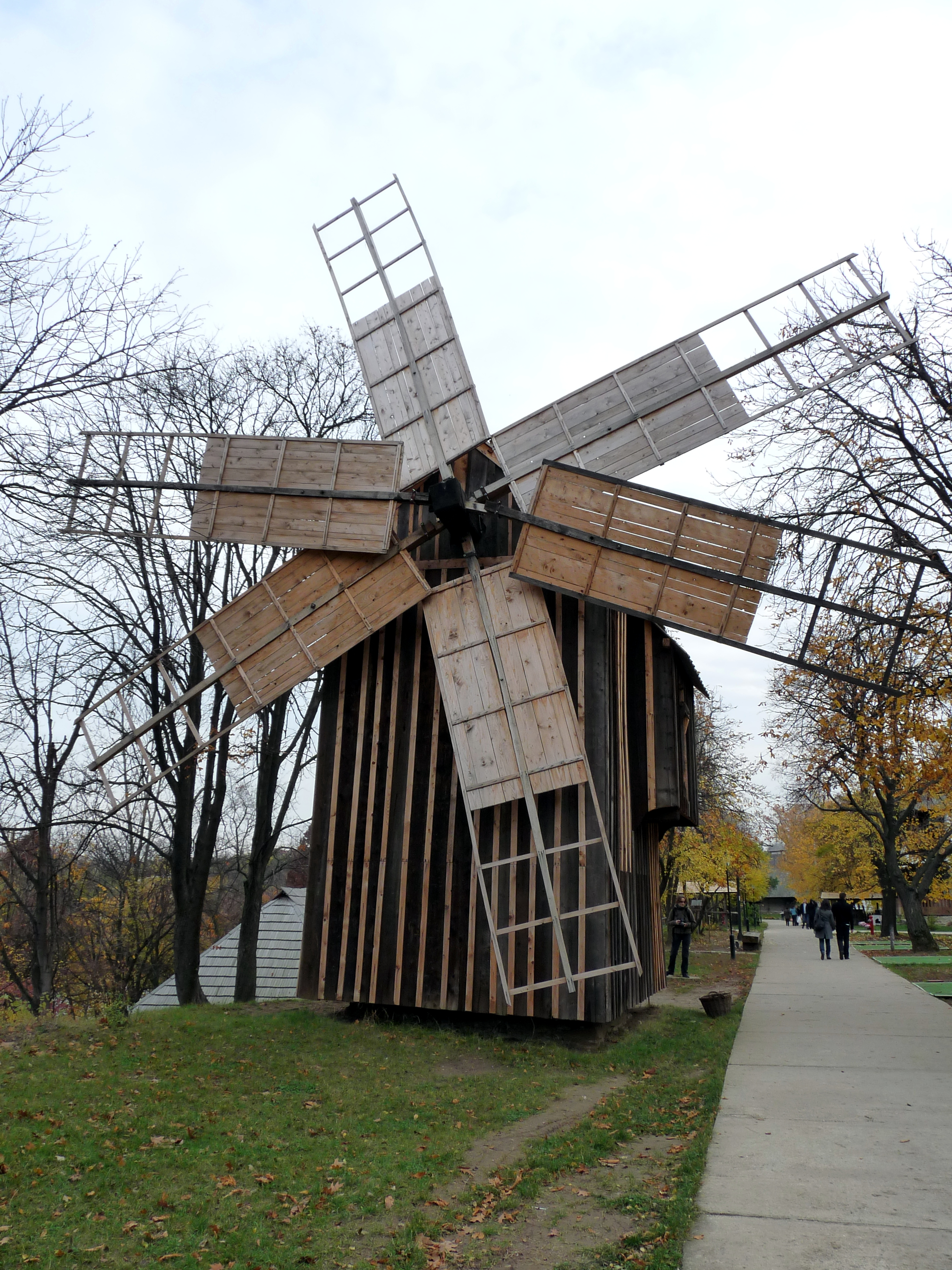
Moara de vânt din Sarichioi.
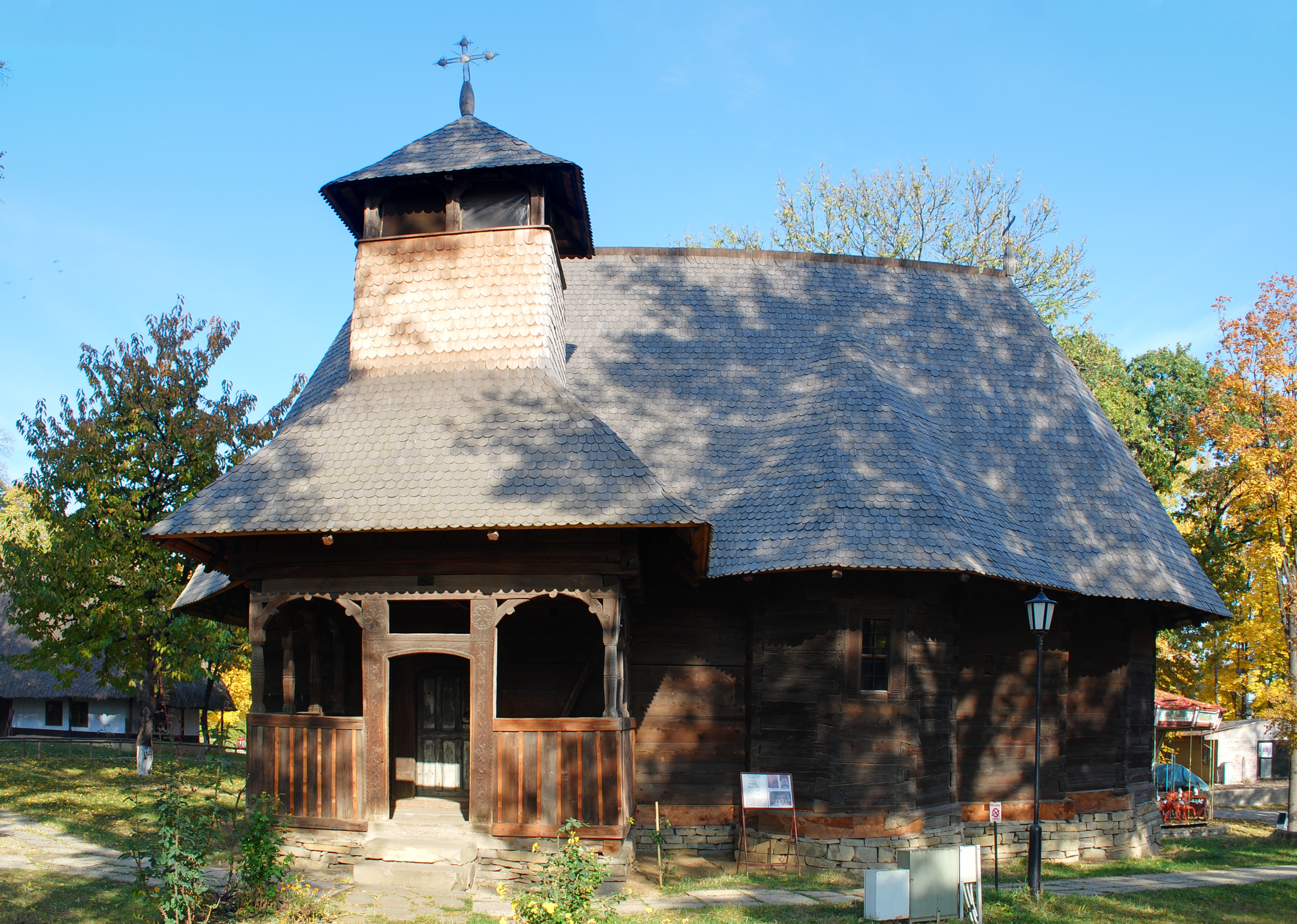
Biserica din 1773 din Răpciuni, județul Neamț.
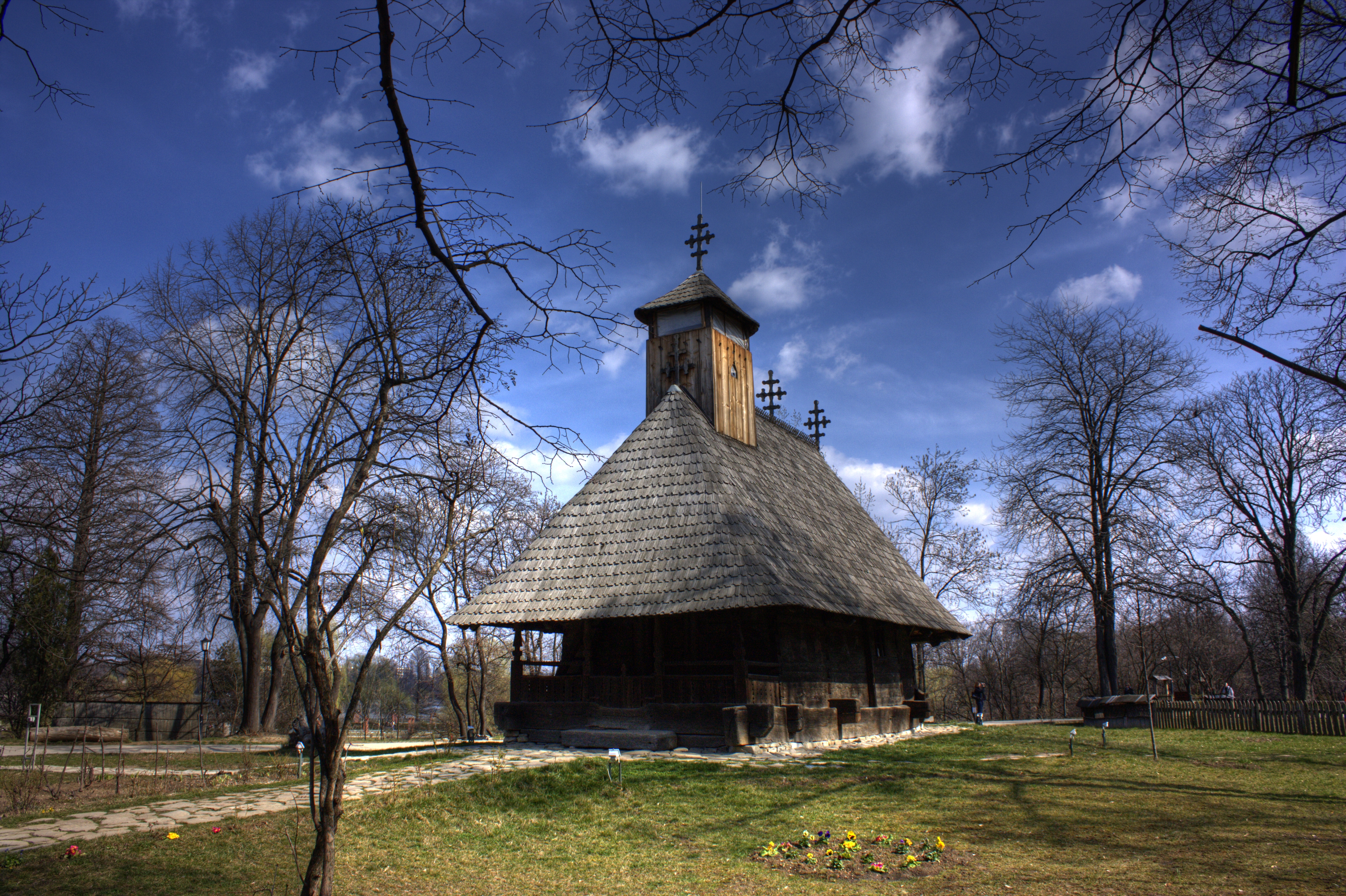
Biserica de lemn din Timișeni.
Biserica de lemn din Turea.

## Alte obiecte

### Fond documentar
Pe lângă patrimoniul din expoziția în aer liber și din colecții, muzeul deține și un bogat fond documentar de o inestimabilă valoare istorico-etnografică alcătuit din colecții de manuscrise, studii, schițe, desene, relevee, planșe, clișee pe sticlă, filme, negative alb-negru și color, fotografii, ce provin atât din cercetările pe teren ale echipelor de monografiști care au contribuit la fondarea Muzeului Satului cât și din investigațiile ulterioare. Acest fond este alcătuit din colecții de manuscrise, studii, schițe, desene, relevee, planșe, clișee pe sticlă, filme, negative alb-negru și color, fotografii, ce provin atât din cercetările pe teren ale echipelor de monografiști care au contribuit la fondarea muzeului, cât și din investigațiile ulterioare.

### Vânzări[46]
Facilități:
Autoghid;
Ghid în limba română;
Ghid în limbi străine: engleză, franceză, spaniolă, italiană, rusă;
Magazin de suveniruri.  
Dincolo de patrimoniul cuprins în expoziția permanentă de arhitectură vernaculară, muzeul organizează evenimente prin care încearcă să readucă în actualitate mărturii ale creației populare, ilustrate cu ajutorul unor țărani anonimi, meșteri populari, care prin tehnica tradițională și cu unelte specifice genului creației pe care îl reprezintă, demonstrează modul de devenire al obiectelor de altădată. Muzeul mai are și o galerie de artă populară contemporană care reunește în expoziția permanentă cu vânzare, obiecte realizate de creatori populari contemporani, de artiști plastici, de mici societăți profilate pe domeniul artei populare. Obiectele prezente ilustrează bogăția genurilor creației populare - ceramică, textile, împletituri, lemn, ouă încondeiate, icoane pe lemn și pe sticlă, scoarțe populare, jucării, mobilier, măști, podoabe populare, piese de port, cojoace, pielărie. Există și o librărie a muzeului ce oferă și publicații de cercetare — volume de studii ale unor specialiști în domeniul etnologiei, etnografiei, muzeologiei, publicații de promovare a patrimoniului muzeal — pliante, ghiduri, albume, cărți de buzunar și publicații pentru turism. Printre facilitățile muzeului se numără și materiale pe suport electronic — CD, DVD, casete audio și video.

## Principii de organizare
Principiile care au stat la baza organizării expoziției în aer liber au fost următoarele:
- Principiul istoric. Se reprezintă habitatul tradițional în dezvoltarea sa spațială, între secolul al XVII-lea și începutul secolului al XX-lea;
- Principiul geografic. Traseul pentru vizitarea muzeului permite cunoașterea comparativă a arhitecturii tradiționale. În acest scop, monumentele sunt grupate pe provincii istorice;
- Principiul autenticității. Toate construcțiile sunt originale, desfăcute piesă cu piesă, transportate în condiții deosebite și remontate în muzeu. Reconstrucția interioarelor respectă, în general, o viziune de sinteză, specifică secolului al XIX-lea.

Muzeul Național al Satului a rămas singura instituție rezultată din strădaniile Școlii Sociologice de la București, care încă mai funcționează. În prezent, în cadrul muzeului, se organizează evenimente ce se pliază pe acest specific: expoziții de obiecte artizanale, expoziții de fotografie și tot ce ar putea avea legătură cu prezervarea patrimoniului și reconstituirea unei lumi rurale.

## Rezultate

### Venituri

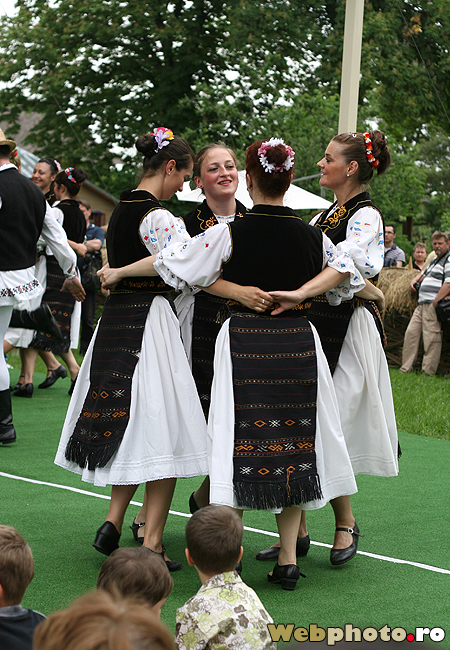
Femei dansând în cadrul unui eveniment desfășurat la Muzeul Național al Satului „Dimitrie Gusti”

Cheltuielile de funcționare și de capital ale muzeului sunt finanțate din venituri proprii și subvenții acordate de la bugetul de stat. Veniturile proprii se realizează din: tarife intrare muzeu, taxe fotografiere/filmare, comercializarea produselor de factură țărănească prin Galeria de Artă Țărănească, comercializarea de suveniruri privind Muzeul sau alte obiective culturale în cadrul Galeriei de Artă Țărănească etc..
Pentru anul 2010, bugetul era de 17.000 €, fără a cuprinde diferite sponsorizări. În prima decadă a anului 2010 Muzeul Național al Satului „Dimitrie Gusti”, instituție publică cu finanțare de la Bugetul de Stat și din venituri proprii, a înregistrat încasări totale de 748.474 lei din care:
- 97,26 % adică 728.000 lei subvenție de la ordonatorul principal de credite Ministerul Culturii și Patrimoniului Național;
- 2,74 % adică 20.474 lei venituri proprii.

În totalul veniturilor proprii încasate de 20.474 lei (100 %) structura în lei și procente a fost:
- venituri din taxe intrare 6.750 lei adică 32,96 %;
- venituri din vânzarea produselor de artă populară în regim de consignația 13.724 lei adică 67,04 %.[49]

### Vizitatori
Până în 2009, muzeul era vizitat anual de aproximativ 350.000 de persoane. În 2010, din cei 303.296 de vizitatori, 180.000 au fost străini (cei mai mulți, germani, americani și spanioli) și restul români. Spre sfârșitul deceniului, în 2017, inclusiv după deschiderea aripii noi, numărul de vizitatori ajunsese la 800.000, din care 68% străini.

## Colaborare și sprijin
Muzeul Național al Satului „Dimitrie Gusti” activează și în relațiile cu diferite instituții cu vocație similară cu a sa, din Europa și din alte colțuri ale lumii. Specialiști străini sunt prezenți la colocviile cu caracter internațional organizate de muzeu sub genericul „Satul european azi”, la sesiunile Asociației Muzeelor în Aer Liber, iar cercetătorii și muzeografii instituției participă la rândul lor la manifestările științifice realizate de instituțiile de profil din alte țări. Există și colaborări pe linie de cercetare cu diferiți parteneri europeni. De-a lungul anilor, instituția a acordat sprijin pentru organizarea unor noi muzee și sectii de etnografie din țară (Secția de etnografie a Muzeului din Alexandria, a Muzeului Unirii din Alba Iulia etc.). Ea a avut jucat un rol și în dezvoltarea rețelei de muzee în aer liber din România, precum și in realizarea primului muzeu de același profil din Republica Moldova (la Chișinău).